# Marientitel

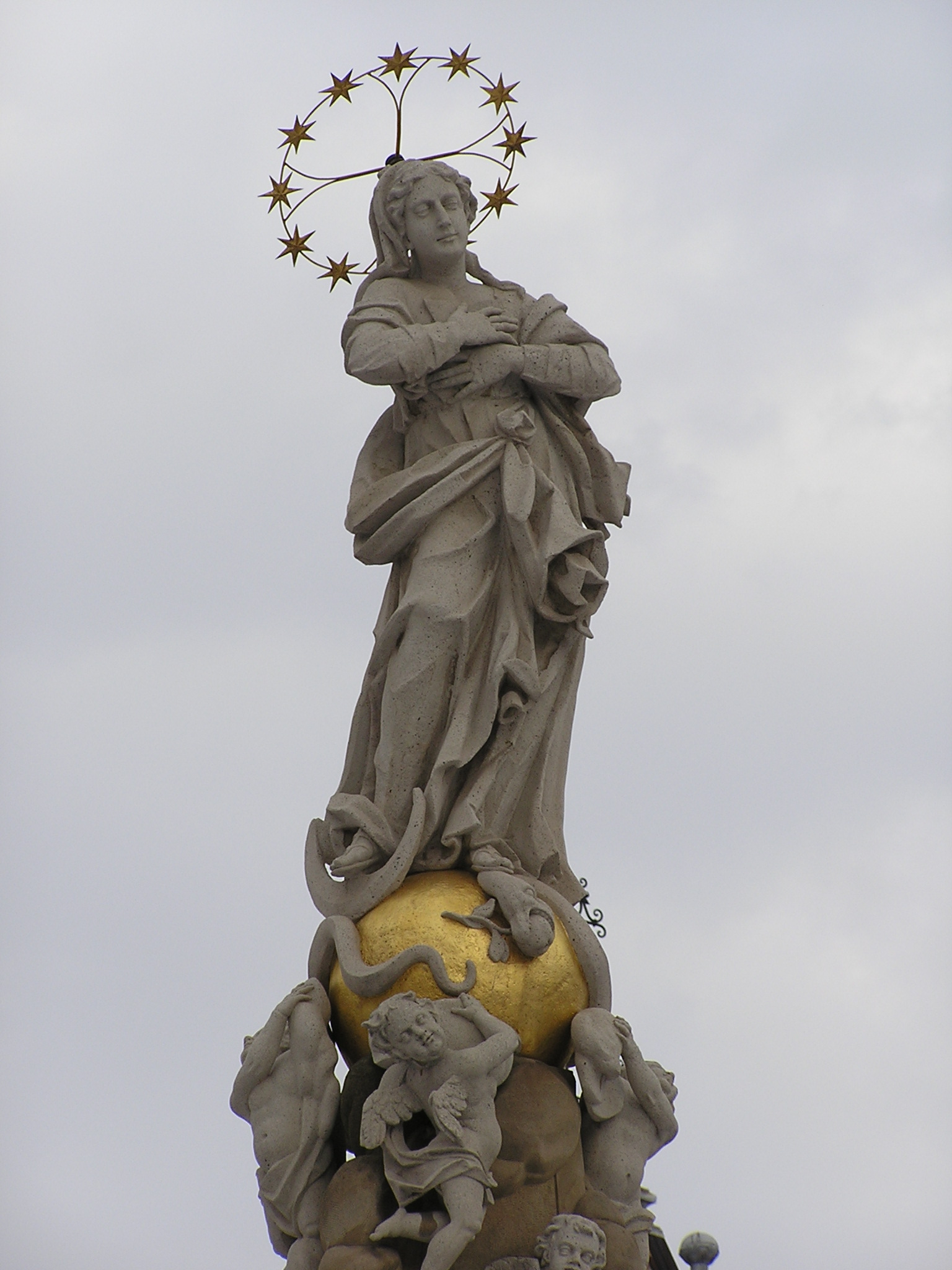
Darstellung Mariens als Immaculata, Königin und Schlangenzertreterin

Marientitel sind hauptsächlich in der römisch-katholischen Kirche verwendete Bezeichnungen für Maria, die Mutter Jesu. Sie entstanden in der Volksfrömmigkeit der Marienverehrung, werden zum Teil auf Schriften der Kirchenväter oder Marienerscheinungen zurückgeführt, einzelne sind auch als Dogma definiert. Mehrere Titel werden in Litaneien wie der Lauretanischen Litanei oder der Allerheiligenlitanei verwendet. 
Manche Kirchen tragen Patrozinien, die an einen der Marientitel angelehnt sind.

## Mutter
| Titel | Beschreibung | Fest oder Gedenktag                                                                            | Einrichtungen oder Kirchen mit diesem Patrozinium                                                    |
| --- | --- | ---------------------------------------------------------------------------------------------- | --- |
| erbarmungsreiche Mutter                                                                                                | |                                                                                                | |
| Mutter des Erlösers Mater Redemptoris                                                                                  | |                                                                                                | |
| Gottesgebärerin | griechisch Θεοτόκος theotókos, lateinisch Dei Genitrix, spätestens seit der Entstehung des Gebets Unter deinen Schutz und Schirm fliehen wir, o heilige Gottesgebärerin (Sub tuum praesidium, 3. Jahrhundert), der Nennung bei einigen Kirchenvätern im 2. und 3. Jahrhundert und dem Konzil von Ephesos (431) weit verbreitet | Hochfest der Gottesmutter Maria (1. Januar)                                                    | |
| himmlische Mutter | | Hochfest der Aufnahme Mariens in den Himmel (15. August)                                       | |
| Mutter der Barmherzigkeit Mater misericordiae                                                                          | Anrufung in der marianischen Antiphon Salve Regina |                                                                                                | → Basilika der Mutter der Barmherzigkeit (Maribor)                                                   |
| Mutter der göttlichen Gnade                                                                                            | |                                                                                                | |
| Mutter der göttlichen Liebe Madre del divino amore                                                                     | |                                                                                                | |
| Mutter der Kirche | Ursprung unsicher; seit dem Hochmittelalter verwendet; auf dem Zweiten Vatikanischen Konzil feierlich bestätigt (vgl. Lumen gentium) | Gedenktag am Montag nach Pfingsten (seit 2018)                                                 | |
| Mutter des Schöpfers                                                                                                   | |                                                                                                | |
| Mutter des Trostes und der Barmherzigkeit, Trösterin der Betrübten Consolatrix afflictorum                             | |                                                                                                | → Maria-Trost-Kirche                                                                                 |
| Muttergottes (Mutter Gottes, Gottesmutter) Mater Dei                                                                   | anderer Ausdruck für die Bezeichnung Gottesgebärerin (siehe oben) | Hochfest der Gottesmutter Maria (1. Januar), früher auch Fest Mariä Mutterschaft (11. Oktober) | → Muttergotteskirche                                                                                 |
| Mutter ohne Makel (makellose Mutter)                                                                                   | Grundlegend für die Entstehung war das Verständnis der Unbefleckten Empfängnis und der Makellosigkeit Mariens (siehe unten); erstmalige Aussage dazu beim Kirchenvater Ephräm dem Syrer. |                                                                                                | |
| Mutter vom großen Sieg (Unsere Liebe Frau vom Siege, Jungfrau vom Siege, Unsere liebe Frau vom siegreichen Rosenkranz) | | Rosenkranzfest                                                                                 | → Maria-Victoria-Kirche                                                                              |
| Mutter vom guten Rat Mater boni consilii                                                                               | |                                                                                                | |
| Mutter von der immerwährenden Hilfe                                                                                    | |                                                                                                | Gnadenbild Unserer Lieben Frau von der immerwährenden Hilfe                                          |
| Schmerzensmutter (schmerzensreiche Mutter, schmerzhafte Mutter) Mater Dolorosa                                         | Ursprung unklar; verbreitet ab dem Mittelalter | Gedächtnis der Schmerzen Mariens (15. September, Gedenktag)                                    | → Mater Dolorosa: Patrozinien und Gedenktag, Mater Dolorosa (Begriffsklärung), Mater-Dolorosa-Kirche |
| dreimal wunderbare Mutter lateinisch Mater ter admirabilis                                                             | Selbstbezeichnung Marias in einigen Erscheinungen (erstmals 1604 in Ingolstadt) |                                                                                                | Die Darstellung der Mater ter Admirabilis ist Symbol der Schönstattbewegung                          |

## Jungfrau
| Titel                                                                   | Beschreibung                                                                        | Fest oder Gedenktag | Einrichtungen oder Kirchen mit diesem Patrozinium    |
| ----------------------------------------------------------------------- | ----------------------------------------------------------------------------------- | ------------------- | ---------------------------------------------------- |
| allerweiseste Jungfrau Mater prudentissima                              | Anrufung in der Lauretanischen Litanei                                              |                     |                                                      |
| ehrwürdige Jungfrau, lobwürdige Jungfrau Virgo gloriosa                 | Anrufung in den marianischen Antiphonen Ave Regina caelorum und Sub tuum praesidium |                     |                                                      |
| getreue Jungfrau                                                        | Anrufung in der Lauretanischen Litanei                                              |                     |                                                      |
| gütige Jungfrau                                                         | Anrufung in der marianischen Antiphon Salve Regina                                  |                     |                                                      |
| Heilige Jungfrau der Hilflosen                                          |                                                                                     |                     |                                                      |
| heilige Jungfrau über allen Jungfrauen, heilige Jungfrau der Jungfrauen |                                                                                     |                     |                                                      |
| immerwährende Jungfrau                                                  |                                                                                     |                     |                                                      |
| Jungfrau der Armen (von Banneux)                                        | nach Marienerscheinungen 1933 in dem belgischen Dorf Banneux                        |                     | Brüdergemeinschaft Unserer Lieben Frau von den Armen |
| Jungfrau der Gnaden                                                     |                                                                                     |                     |                                                      |
| Jungfrau der Offenbarung                                                |                                                                                     |                     |                                                      |
| Jungfrau voller Güte                                                    |                                                                                     |                     |                                                      |
| kluge Jungfrau                                                          |                                                                                     |                     |                                                      |
| makellose Jungfrau                                                      |                                                                                     |                     |                                                      |
| unbefleckte Jungfrau                                                    |                                                                                     |                     |                                                      |

## Königin
| Titel                                               | Beschreibung | Fest oder Gedenktag                 | Einrichtungen oder Kirchen mit diesem Patrozinium                                                        |
| --------------------------------------------------- | --- | ----------------------------------- | --- |
| Maria Königin                                       | Ursprung unsicher; seit der Feier des Festes Maria Königin (19. Jahrhundert) verbreitet Anrufung in der marianischen Antiphon Salve Regina                                                              | Maria Königin (22. August)          | → Maria-Königin-Kirchen                                                                                  |
| Königin aller Heiligen                              | |                                     | |
| Königin der Apostel Regina Apostolorum              | |                                     | - Königin der Apostel (Ordensgemeinschaft)                                                               |
| Königin der Bekenner                                | |                                     | |
| Königin der Engel Domina angelorum                  | Anrufung in der marianischen Antiphon Ave Regina caelorum | 2. August                           | - Pfarr- und Wallfahrtskirche Maria, Königin der Engel                                                   |
| Königin der Jungfrauen                              | |                                     | |
| Königin der Familien                                | |                                     | |
| Königin der Märtyrer Regina Martyrum                | Anrufung in der Lauretanischen Litanei |                                     | - Maria Regina Martyrum, Berlin-Charlottenburg - Maria, Königin der Märtyrer, Wien, Rudolfsheim-Fünfhaus |
| Königin der Patriarchen                             | |                                     | |
| Königin der Propheten                               | |                                     | |
| Königin des Friedens                                | laut einigen Erscheinungen (erstmals 1939 in Kecskemét); seit der Aufnahme in die Lauretanische Litanei durch Papst Benedikt XV. 1917 verbreitet                                                        |                                     | - Nevigeser Wallfahrtsdom                                                                                |
| Maria Königin des Himmels (Himmelskönigin)          | Ursprung unklar; ab dem Hochmittelalter klar bezeugt; Ausdruck besonders in Kunst und diversen Gebeten (zum Beispiel Ave Regina caelorum, Regina caeli)                                                 | Maria Königin (Regina) (22. August) | |
| Königin vom heiligen Rosenkranz (Rosenkranzkönigin) | laut einigen Erscheinungen, erstmals 1872 in Valle di Pompei, bekräftigt zum Beispiel 1917 in Fátima | Rosenkranzfest (7. Oktober)         | |
| Maienkönigin                                        | Nach dem Incipit des Marienliedes von Guido Görres: „Maria Maienkönigin, dich will der Mai begrüßen“ (1842) – In der walisischen Mythologie wird die Figur Creiddylad auch als Maienkönigin bezeichnet. |                                     | |
| Königin von Polen                                   | König Johann II. Kasimir stellte am 1. April 1656 Polen unter den Schutz Mariens. Die Schwarze Madonna von Tschenstochau wird seitdem als „Königin von Polen“ verehrt.                                  |                                     | Kirchen in Krakau, Milki, Olsztyn und Straduny, siehe Kirche der Mutter Gottes, der Königin von Polen    |

## Unsere Liebe Frau
Der Titel Unsere Liebe Frau (U.L.F.) wird sehr häufig als Kirchenpatrozinium verwendet. Dabei wird an den Titel meist der Ort oder das Land angefügt. Er tritt dementsprechend oft auf und die vielfachen Ortsbezeichnungen lassen sich hier nicht alle erfassen. Für die ortsgebundenen Titel und weiteren Patrozinien (wie zum Beispiel Unsere Liebe Frau zu Würzburg oder Notre Dame de Paris) siehe Liste von Frauenkirchen und Notre Dame.
| Titel                                                                               | Beschreibung | Fest oder Gedenktag | Einrichtungen oder Kirchen mit diesem Patrozinium                                                     |
| ----------------------------------------------------------------------------------- | --- | --- | --- |
| Unsere Liebe Frau auf dem Pfeiler                                                   | Geht auf die vermutlich erste Marienerscheinung zurück; nach dem Bericht erschien Maria dabei stehend auf einer Säule dem Apostel Jakobus (in Saragossa um 41). | Unsere Liebe Frau von der Säule (12. Oktober; nichtkanonisch)                                                            | diverse in Spanien und Brasilien, u. a. Basílica del Pilar                                            |
| Unsere Liebe Frau der Einheit, Mutter und Helferin der Menschen                     | | | |
| Unsere liebe Frau vom verschlossenen Garten                                         | Das Motiv des Hortus conclusus (verschlossener Garten) steht für die immerwährende Jungfräulichkeit Mariens.                                                    | | Einsiedelei Unserer Lieben Frau vom verschlossenen Garten, Wallfahrtsziel in Warfhuizen (Niederlande) |
| Unsere liebe Frau von der guten Gesundheit, auch: Unsere Liebe Frau von Vailankanni | Bezeichnung der Gottesmutter aufgrund von Marienerscheinungen im südindischen Velankanni um 1600                                                                | | Marienbasilika von Velankanni                                                                         |
| Unsere Liebe Frau der Gnaden                                                        | | | |
| Unsere Liebe Frau der Ritter                                                        | | Unsere Liebe Frau der Ritter (Regina Militiae) (17. Mai)                                                                 | |
| Unsere Liebe Frau von den Tränen                                                    | | | |
| Unsere Liebe Frau vom guten Rat Mater boni consilii                                 | | Unsere Liebe Frau vom guten Rat (26. April)                                                                              | Maria, Mutter vom Guten Rat (Böckstein)                                                               |
| Unsere Liebe Frau auf dem Berge Karmel                                              | | Unsere Liebe Frau auf dem Berge Karmel (Skapulierfest) (16. Juli)                                                        | |
| Unsere Liebe Frau vom Heil                                                          | | | |
| Unsere Liebe Frau vom Heiligsten Herzen                                             | | | |
| Unsere Liebe Frau vom Kreuz                                                         | | | |
| Unsere Liebe Frau vom Licht                                                         | | | |
| Unsere Liebe Frau mit den Pfeilen                                                   | | | Heilig-Kreuz-Kapelle (Blieskastel)                                                                    |
| Unsere Liebe Frau vom (heiligsten) Rosenkranz                                       | | Unsere Liebe Frau vom Rosenkranz (Rosenkranzfest) (7. Oktober)                                                           | Igreja de Nossa Senhora do Rosário (Velha Goa)                                                        |
| Unsere Liebe Frau von den Rosen                                                     | | | |
| Unsere Liebe Frau von den Schmerzen                                                 | | | |
| Unsere Liebe Frau von der Barmherzigkeit                                            | | Unsere Liebe Frau von der Barmherzigkeit (Mercedes, barmherzige Maria, Maria vom Loskauf der Gefangenen) (24. September) | |
| Unsere Liebe Frau von der Immerwährenden Hilfe                                      | | | |
| Unsere Liebe Frau in Jerusalem                                                      | | Unsere Liebe Frau in Jerusalem (Mariä Opferung) (21. November)                                                           | |
| Unsere Liebe Frau von Arabien                                                       | Patronin der Golfstaaten: Saudi-Arabien, Kuwait, Katar, Bahrain, Vereinigte Arabische Emirate, Oman, Jemen                                                      | | Kathedrale Unserer Lieben Frau von Arabien, Unsere Liebe Frau von Arabien (Kuwait)                    |
| Unsere Liebe Frau von Europa                                                        | Heiligtum auf der Südspitze Gibraltars, dem Europa Point, seit 1309; Gnadenbild der gekrönten Jungfrau mit dem Kind, in vielen Nachbildungen verbreitet         | 5. Mai (Europatag), festgelegt durch Papst Johannes Paul II.                                                             | Heiligtum Unserer Lieben Frau von Europa                                                              |

## Andere
| Titel                                                                 | Beschreibung | Fest oder Gedenktag                                                                       | Einrichtungen oder Kirchen mit diesem Patrozinium |
| --------------------------------------------------------------------- | --- | ----------------------------------------------------------------------------------------- | --- |
| Annunciata                                                            | | Annunciata (Verkündigung des Herrn, Mariä Verkündigung) (25. März)                        | |
| Bundeslade (Gottes)                                                   | meist in Anlehnung an die Bibel (als Kombination des Verses Offb 11,19 mit dem folgenden Kapitel Offb 12 ) von den frühen Kirchenvätern (zum Beispiel Ambrosius, Augustinus) bezeugt                          |                                                                                           | Unsere Liebe Frau von der Bundeslade |
| Braut des Heiligen Geistes                                            | |                                                                                           | |
| Brunnen deiner Freude                                                 | Selbstbezeichnung unserer lieben Frau von Guadalupe |                                                                                           | |
| elfenbeinerner Turm Turris eburnea                                    | Anrufung in der Lauretanischen Litanei |                                                                                           | |
| (mächtige) Fürsprecherin (bei ihrem Sohne)                            | Anrufung in den marianischen Antiphonen Salve Regina und Sub tuum praesidium |                                                                                           | |
| goldenes Haus Domus aurea                                             | Anrufung in der Lauretanischen Litanei |                                                                                           | |
| Herrin Domina                                                         | Anrufung in den marianischen Antiphonen Salve Regina und Sub tuum praesidium |                                                                                           | |
| Morgenstern                                                           | |                                                                                           | |
| Maria, Heil der Kranken                                               | |                                                                                           | |
| Hilfe der Christen Auxilium Christianorum                             | | Maria, Hilfe der Christen (Schutzmantelfest, Auxilium) (24. Mai; ostkirchlich 1. Oktober) | → Mariahilfkirche - Maria, Hilfe der Christen (Spandau) - St.-Maria-Hilf (Magdeburg) |
| hohe Frau                                                             | |                                                                                           | |
| Immaculata                                                            | | Immaculata (Unbefleckte Empfängnis, Conception) (8. Dezember)                             | |
| Kelch des Geistes                                                     | kostbarer Kelch, ehrwürdiger Kelch, vortreffliches Gefäß der Andacht, erlesener Kelch der Hingabe nach den Anrufungen der Lauretanischen Litanei Vas spirituale, Vas honorabile, Vas insigne devotionis       |                                                                                           | |
| Knotenlöserin                                                         | Maria Knotenlöserin ist ein Wallfahrtsbild in der katholischen Wallfahrtskirche St. Peter am Perlach in Augsburg                                                                                              |                                                                                           | |
| Madonna                                                               | |                                                                                           | |
| Magd des Herrn                                                        | (vgl. Lk 1,38 ); Selbstbezeichnung Marias |                                                                                           | |
| Maria Schnee                                                          | bezogen auf ein „Schneewunder“ in der Gründungslegende der römischen Patriarchalbasilika Santa Maria Maggiore                                                                                                 | Gedenktag am 5. August                                                                    | → Maria-Schnee-Kirche |
| Meerstern (Stella maris)                                              | Anrufung in der marianischen Antiphon Alma redemptoris mater |                                                                                           | |
| Mittlerin, Mittlerin der Gnaden                                       | Anrufung in der marianischen Antiphon Sub tuum praesidium |                                                                                           | |
| neue Eva                                                              | |                                                                                           | |
| Geheimnisvolle Rose lateinisch Rosa mystica                           | Anrufung in der Lauretanischen Litanei |                                                                                           | |
| Pforte des Himmels                                                    | Anrufung in den marianischen Antiphonen Alma redemptoris mater und Ave Regina caelorum |                                                                                           | |
| Schlangenzertreterin                                                  | nach katholischer Interpretation an die Johannes-Apokalypse (Offb 12 ) anknüpfend; Verbreitung zum Beispiel durch die Erscheinungen von Guadalupe (1531) bestärkt                                             |                                                                                           | |
| Sitz der Weisheit lateinisch Sedes sapientiae                         | Anrufung in der Lauretanischen Litanei |                                                                                           | |
| Maria (oder Mutter) vom Skapulier                                     | spielt an auf die legendarische Übergabe des Skapuliers an Simon Stock, den Generalsuperior der Karmeliten |                                                                                           | Maria-vom-Skapulier-Kirche |
| Spiegel der Gerechtigkeit                                             | |                                                                                           | |
| Tabernakel der ewigen Herrlichkeit                                    | |                                                                                           | |
| Tempel des Heiligen Geistes                                           | |                                                                                           | |
| Trösterin der Betrübten (Trost der Betrübten) Consolatrix afflictorum | Anrufung in der Lauretanischen Litanei |                                                                                           | |
| (starker) Turm Davids Turris Davidica                                 | Anrufung in der Lauretanischen Litanei |                                                                                           | |
| Unbefleckte Empfängnis (Unbefleckt Empfangene)                        | verwendet frühestens ab dem 4. Jahrhundert, als die Lehre über die Unbefleckte Empfängnis Mariens aufkam; Titel selbst kam durch einige Marienerscheinungen (zum Beispiel besonders Lourdes 1858) zur Geltung | Unbefleckte Empfängnis (Conception, Immaculata) (8. Dezember)                             | - Mariä Unbefleckte Empfängnis (Sandersdorf) - St. Marien (Berlin-Wilmersdorf) - Mariä Unbefleckte Empfängnis (Kirchdorf im Wald) - St. Mariä Empfängnis (Wuppertal) - Mariä Empfängnis (Zulling) - Church of St Mary the Virgin (Oxford) |
| Ursache unserer Freude Causa nostrae laetitiae                        | Anrufung in der Lauretanischen Litanei |                                                                                           | |
| Wurzel                                                                | Anrufung in der marianischen Antiphon Ave Regina caelorum |                                                                                           | |
| Zuflucht der Sünder                                                   | |                                                                                           | → Maria-Zuflucht-Kirche |